# Studenec (Eslováquia)
Studenec (em húngaro: Hidegpatak; alemão: Kohlbach) é um município da Eslováquia, situado no distrito de Levoča, na região de Prešov. Tem 8,3 km² de área e sua população em 2018 foi estimada em 497 habitantes.

## Demografia
| Ano:        | 1994 | 2004   | 2014   | 2024   |
| ----------- | ---- | ------ | ------ | ------ |
| Broj ljudi: | 457  | 499    | 492    | 540    |
| Razlika:    |      | +9,19% | -1,40% | +9,75% |

| Ano:               | 2023 | 2024   |
| ------------------ | ---- | ------ |
| Número de pessoas: | 521  | 540    |
| Diferença:         |      | +3,64% |